# Radcza (obwód iwanofrankiwski)
Radcza (ukr. Радча) – wieś na Ukrainie, w obwodzie iwanofrankiwskim, w rejonie tyśmienickim.
Pod koniec XIX wieku wieś leżała w Galicji, w powiecie stanisławowskim.